# Winglet

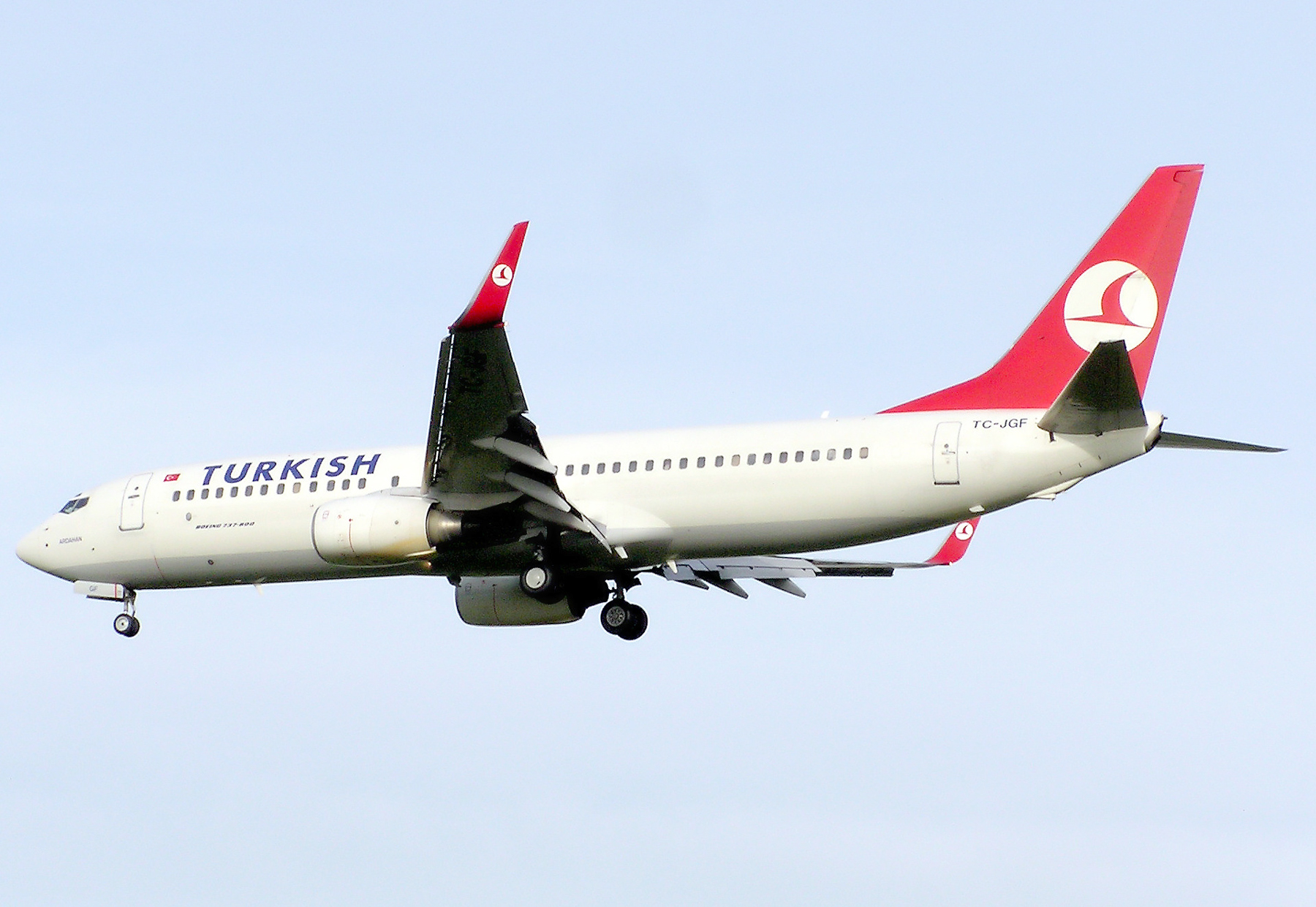
Een Boeing 737-800 van Turkish Airlines met winglets

Een winglet of sharklet is een meestal opstaande verlenging van een vliegtuigvleugel die wervelingen in de lucht vermindert, waardoor het toestel efficiënter vliegt. De techniek is afgekeken van vogels die aan het eind van hun vleugels waaiervormig opgestelde slagpennen kennen, die naar boven kunnen worden gekruld.

## Werking
Onder een vliegtuigvleugel heerst overdruk, en boven een vleugel heerst onderdruk. Aan de vleugeltip verplaatst de lucht zich van onder de vleugel naar boven de vleugel. Als de lucht voorbij is, blijft deze beweging doorzetten. Hierdoor ontstaan luchtwervels. Deze tipwervels staan in direct verband met de geïnduceerde weerstand. Hoe sterker de wervel, hoe groter de luchtweerstand. De energie die het kost om deze weerstand te overwinnen gaat ten koste van het brandstofverbruik. Winglets beperken plaatselijk deze wervels, zodat de luchtweerstand afneemt.
Nadeel van een winglet is de toename van de parasitaire weerstand. De winglet staat immers dwars op de luchtstroming. Omdat de parasitaire weerstand bij een vaste snelheid altijd gelijk is, heeft de winglet het grootste effect als de geïnduceerde weerstand groot is. Geïnduceerde weerstand is het grootste als je het traagste vliegt waardoor winglets het meeste effect hebben in langzame vlucht. De mate van brandstofbesparing die het plaatsen van winglets oplevert is dan ook sterk afhankelijk van het type vliegtuig en het gebruik daarvan.

## Gebruikers

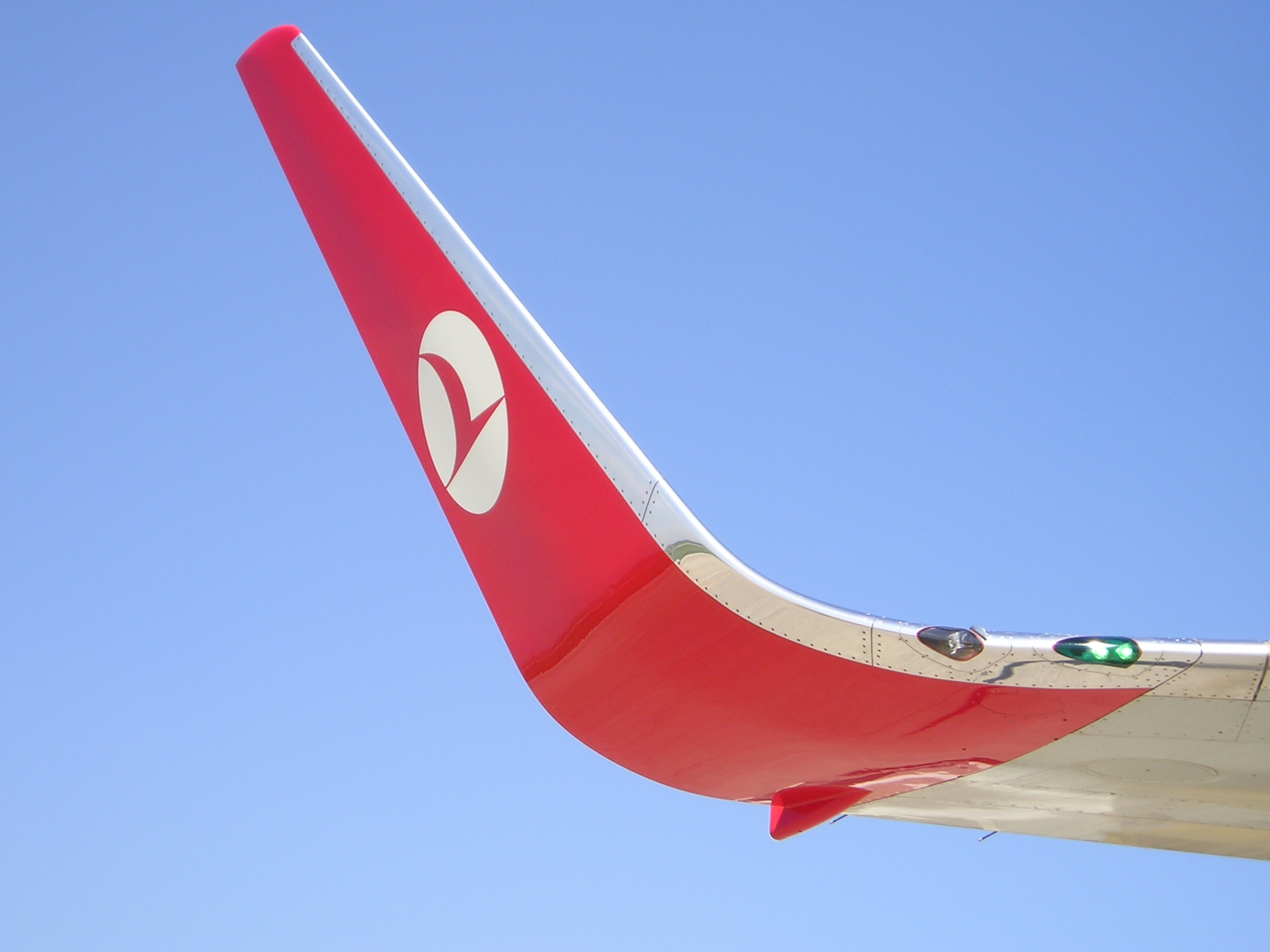
Een winglet op een toestel van Turkish Airlines

Winglets zijn geen moderne uitvinding; ze werden voor de Tweede Wereldoorlog al toegepast. Bekende moderne vliegtuigen met winglets zijn de Airbus A300-600ST Beluga, sommige Airbussen A310, Airbus A320, Airbus A330, Airbus A340, Airbus A350, Airbus A380, Boeing 737-800, Boeing 747-400 en McDonnell Douglas MD-11. Bij sommige vliegtuigtypen die oorspronkelijk zonder winglet zijn ontworpen en gebouwd is het mogelijk om alsnog winglets toe te voegen, bijvoorbeeld bij de 737, 757 en de 767 serie van Boeing.
De uitvoering varieert van vleugeltipjes onder een kleine hoek met de eigenlijke vleugel, tot grote vlakken die verticaal op de vleugel staan. De Boeing 767 heeft tot nu toe de grootste winglets; vrijwel verticaal geplaatste vlakken van 3,35 meter hoog. De winglets van de Boeing 737-800 zijn 2,4 meter groot. De Airbus A320neo heeft sharklets van 2,4 meter hoog.